# Turbonilla madrinensis
Turbonilla madrinensis is een slakkensoort uit de familie van de Pyramidellidae. De wetenschappelijke naam van de soort is voor het eerst geldig gepubliceerd in 1905 door Lamy.